# M1903 Springfield
A M1903 Springfield (Caliber .30, Model 1903) az Amerikai Egyesült Államok hadseregének forgó-toló záras, rendszeresített ismétlőpuskája volt a huszadik század első felében.
A fegyver hivatalosan 1903. június 19-én állt szolgálatba, ez volt amerikai katonák alapfegyvere az első világháború során. Hivatalosan az M1 Garand fél-automata puska váltotta a fel, de alapfegyverként végigszolgálta a második világháborút és mint mesterlövész puska koreai háborút, majd egészen vietnámi háború korai szakaszáig rendszerben maradt. Mai napig használatban van mint katonai gyakorló fegyver illetve megtalálható magán fegyverhasználók között.

### Fordítás
Ez a szócikk részben vagy egészben az M1903 Springfield című angol Wikipédia-szócikk ezen változatának fordításán alapul.  Az eredeti cikk szerkesztőit annak laptörténete sorolja fel. Ez a jelzés csupán a megfogalmazás eredetét és a szerzői jogokat jelzi, nem szolgál a cikkben szereplő információk forrásmegjelöléseként.